# Kobieta i Życie

Обложка журнала «Kobieta i Życie» за 1960 г.

«Kobieta i Życie» («Кобета и жиче»; с пол. — «Женщина и жизнь») — польский еженедельный иллюстрированный женский журнал. Основан в 1946 году.

## История
До начала 1990-х годов в еженедельнике освещались общественно-культурные вопросы, позже, в основном, публицистика и традиционные советы для женщин по домоведению, рецептам, моде, косметике, о путешествиях и жизни звезд и др.
Одно из самых популярных женских изданий в Польше, выходившее более 56 лет, которым пользовались несколько поколений читательниц.
В 2002 году журнал перестал печататься.
В октябре 2008 года возобновился выпуск ежемесячного журнала «Kobieta i Życie».
Ныне издание позиционирует себя, как журнал для женщин в возрасте старше 30 лет, со средним или высшим образованием, проживающих в городах. Тематика сохранилась традиционно женской, ориентирована на заботу о семье и детях. В нём публикуются практические советы, материалы для досуга и пр. Девиз журнала — «Советчик для каждой из нас».
Средний тираж в месяц — 444 795 экземпляров. По данным опросов читательская аудитория составляет около 800 000 человек.
В августе 2011 года тираж составил 550 000 экземпляров.